# Рюгге
Рюгге (нім. Rügge) — громада в Німеччині, розташована в землі Шлезвіг-Гольштейн. Входить до складу району Шлезвіг-Фленсбург. Складова частина об'єднання громад Зюдербраруп.
Площа — 6,02 км2. Населення становить 241 ос. (станом на 31 грудня 2020).